# لوسی دیویس
لوسی دیویس (انگلیسی: Lucy Davis؛ زادهٔ ۲ ژانویهٔ ۱۹۷۳) یک هنرپیشه اهل بریتانیا است. وی از سال ۱۹۹۵ میلادی تاکنون مشغول فعالیت بوده است.
از فیلم‌هایی که وی در آن نقش داشته است می‌توان به زن شگفت‌انگیز، مجموعه تلویزیونی و ماجراجویی‌های هراس‌انگیز سابرینا اشاره کرد.